# Boethus forresti
Boethus forresti är en stekelart som beskrevs av Ian D. Gauld 1997. Boethus forresti ingår i släktet Boethus och familjen brokparasitsteklar. Inga underarter finns listade.